# Моррісвілл (Північна Кароліна)
Моррісвілл (англ. Morrisville) — місто (англ. town) в США, в округах Вейк і Дарем штату Північна Кароліна. Населення — 29 630 осіб (2020).

## Географія
Моррісвілл розташований за координатами 35°50′4″ пн. ш. 78°50′27″ зх. д. / 35.83444° пн. ш. 78.84083° зх. д. (35.834444, -78.840821).  За даними Бюро перепису населення США в 2010 році місто мало площу 21,52 км², з яких 21,39 км² — суходіл та 0,13 км² — водойми.

## Демографія
Згідно з переписом 2010 року, у місті мешкало 18 576 осіб у 7641 домогосподарстві у складі 4752 родин. Густота населення становила 863 особи/км².  Було 8357 помешкань (388/км²).
Расовий склад населення:
| - 54,0 % — білих - 27,2 % — азіатів - 12,9 % — чорних або афроамериканців - 0,4 % — корінних американців - 0,1 % — вихідців з тихоокеанських островів - 2,0 % — осіб інших рас |

До двох чи більше рас належало 3,4 %. Частка іспаномовних становила 5,9 % від усіх жителів.
За віковим діапазоном населення розподілялося таким чином: 27,0 % — особи молодші 18 років, 68,7 % — особи у віці 18—64 років, 4,3 % — особи у віці 65 років та старші. Медіана віку мешканця становила 32,5 року. На 100 осіб жіночої статі у місті припадало 96,7 чоловіків;  на 100 жінок у віці від 18 років та старших — 93,2 чоловіків також старших 18 років.
Середній дохід на одне домашнє господарство  становив 106 563 долари США (медіана — 91 206), а середній дохід на одну сім'ю — 118 410 доларів (медіана — 105 306). Медіана доходів становила 80 408 доларів для чоловіків та 50 207 доларів для жінок. За межею бідності перебувало 4,4 % осіб, у тому числі 5,0 % дітей у віці до 18 років та 7,5 % осіб у віці 65 років та старших.
Цивільне працевлаштоване населення становило 11 573 особи. Основні галузі зайнятості: науковці, спеціалісти, менеджери — 27,5 %, освіта, охорона здоров'я та соціальна допомога — 17,9 %, виробництво — 13,2 %, фінанси, страхування та нерухомість — 9,8 %.